# Jackie Chan Adventures
Jackie Chan Adventures is een Amerikaanse animatieserie van de The Walt Disney Company, met in de hoofdrol een animatieversie van filmster Jackie Chan, die in de serie zelf een archeoloog is. De serie liep vijf seizoenen met een totaal van 95 afleveringen. Daarnaast kwam er een op de serie gebaseerd computerspel uit.
De serie werd uitgezonden op onder andere Kids' WB! en Jetix. In Nederland was de serie in originele Engelstalige versie een tijdje te zien op Net5 en in Vlaanderen op VT4. Vanaf 2009 werd de serie in Nederlands nagesynchroniseerde vorm uitgezonden op Jetix en later Disney XD.

## Plot
De serie draait om de fictieve avonturen van Jackie Chan, die in de serie geen filmster is maar een archeoloog en vechtsportexpert. Hij raakt tegen wil en dank betrokken bij een aantal bovennatuurlijke praktijken, en wordt gerekruteerd door de organisatie Section 13 om te helpen bij het bevechten van deze praktijken. Jackie krijgt hulp van zijn nichtje Jade, zijn knorrige oude oom (wiens echte naam niet wordt onthuld) en zijn vriend Captain Black.

### Seizoen 1 – De Twaalf Talismannen
Dit seizoen telt 13 afleveringen en introduceert de hoofdpersonages. Centraal in dit seizoen staat de jacht op de twaalf magische talismannen. Elk van deze talismannen symboliseert een dier uit de Chinese zodiak en heeft een bepaalde eigenschap. De misdadige organisatie genaamd de Zwarte Hand (Dark Hand) zit achter de talismannen aan om met hun magie de demonentovenaar Shendu te bevrijden uit zijn versteende vorm. In de finale van het seizoen wordt Shendu bevrijd, maar Jackie weet de talismannen terug te stelen waarna Jade Shendu's lichaam vernietigt.

### Seizoen 2 – De Demonportalen
Dit seizoen telt 39 afleveringen.
Bij aanvang van het seizoen blijkt dat Shendu niet de enige demon is. Hij heeft nog zeven broers en zussen: Po Kong, de bergdemon, Xiao Fung, de winddemon, Tchang Zu, de donderdemon, Tso Lan, de maandemon, Dai Gui, de aarddemon, Hsi Wu, de luchtdemon en Bai Tsa de waterdemon. Deze zitten opgesloten in een andere dimensie, waar ook Shendu's geest naartoe verbannen is sinds zijn vernietiging. Shendu's geest ontsnapt uit deze dimensie en neemt bezit van het lichaam van Valmont, de leider van de Zwarte Hand. Vervolgens probeert hij de andere zeven demonen te bevrijden uit deze dimensie door de portalen die toegang geven tot deze dimensie op te sporen. Jackie en co zetten de achtervolging in om Shendu te stoppen. Aan het eind van het seizoen wordt Shendu's geest verjaagd uit Valmont en weer opgesloten.
Behalve de afleveringen die om deze verhaallijn draaien, bevat dit seizoen ook enkele opzichzelfstaande afleveringen. Drie hiervan spelen zich chronologisch gezien af gedurende seizoen 1. Tevens wordt in dit seizoen de kwaadaardige tovenaar Daolon Wong geïntroduceerd, die in het volgende seizoen een grote rol speelt.

### Seizoen 3 – De dierenkrachten
Dit seizoen telt 17 afleveringen. Aan het begin van het seizoen breekt Daolon Wong in bij Section 13 om de twaalf talismannen te stelen. Jackie vernietigt de talismannen nog liever dan ze aan Daolon Wong te geven. Hierdoor ontsnappen de magische krachten uit de talismans, en gaan over op twaalf dieren die de dieren op de talismans symboliseren. In de rest van het seizoen proberen zowel Jackie en co als Daolon Wong, die nu geholpen wordt door de Zwarte Hand, deze dieren te vangen.
In de laatste aflevering brengt Daolon Wong Shendu weer tot leven omdat hij de enige is op wie de krachten van de draak talisman over kunnen gaan. Shendu verraad Daolon Wong echter en steelt ook de andere krachten terug. Via een oud ritueel wordt Shendu weer in steen veranderd en de talismannen hersteld.

### Seizoen 4 – De maskers van de Shadowkhan
Dit seizoen telt 13 afleveringen. In een poging te ontsnappen uit de Section 13 gevangenis roept Daolon Wong per ongeluk Tarakudo, de koning van de demonische Shadowkhan, op. Hij rekruteert de Zwarte Hand om hem te helpen bij het vinden van de 9 maskers waarin zijn generaals zijn opgesloten. Jackie, oom, tohru,en jade(die altijd opeens opduik) moeten hen stoppen voordat de Shadowkhan de wereld in eeuwige duisternis hullen.

### Seizoen 5 – De demonenkrachten
Dit seizoen telt tevens 13 afleveringen. Drago, de zoon van Shendu die werd geïntroduceerd in seizoen 4, ontsnapt uit de Section 13 gevangenis. Hij is uit op de zeven vervloekte voorwerpen die eeuwen geleden werden gebruikt om de krachten van de 7 demonen te absorberen. Dit om hun krachten te kunnen absorberen. Aan het eind van het seizoen slagen Jackie en co hem ook op te sluiten in de onderwereld, samen met Shendu en de andere demonen.

## Personages

### Hoofdpersonen
Jackie ChanJackie is een archeoloog. Hij woont in San Francisco met zijn oom. Hij raakt regelmatig tegen wil en dank betrokken bij de jacht op magische voorwerpen en andere avonturen. Jackie is een ervaren vechter maar geeft er de voorkeur aan niet te vechten. Zijn bekendste uitspraak als er weer eens iets tegen zit is "Bad day, bad day, bad day".
Jade ChanJade is Jackies nichtje uit Hongkong, die door haar ouders een tijdje naar Amerika is gestuurd. Ze is enorm avontuurlijk ingesteld en negeert dan ook vaak Jackies bevelen om thuis te blijven. Ze is zelf ook redelijk bedreven in vechtsporten. In seizoen twee werd onthuld dat ze de “uitverkorene” is van de Ben-Shui order (een groep monniken), maar ze lijkt hier niet van bewust. Aan het eind van seizoen 5 krijgt ze een baan bij Section 13.
Oom ChanOom, door Tohru ook aangesproken met Sensei (wat meester betekent), is de knorrige oude oom van Jackie en oudoom van Jade. Hij is de eigenaar van een antiekwinkel en een ervaren chi-tovenaar, die vroeger de leerling was van Master Fong. Hij heeft enorm veel verstand van magie en het bovennatuurlijke, iets wat Jackie goed van pas komt. Oom heeft een stereotype Chinees accent en praat vaak in de derde persoon over zichzelf. Als kind zat hij op een operaschool. Ooms personage is gebaseerd op Charles Chan, Jackies vader. Bekende uitspraken van hem zijn: "Uncle does not know. Does Uncle look like psychic?","Uncle is grumpy old geezer", "Have you learnt nothing?!? Magic must defeat magic!", "Do not question Uncle!", "Hot-cha!", "Aiiee-yaaaahh!", "One morething!", "We must do reeea-search!", "Who else wants a pice of kufu", en "You want a piece of Uncle?" Hij is geboren in het jaar van de hond.
TohruTohru is een zeer sterke, kolossale Japanse man. Hij is bij aanvang van de serie nog een lid van de Zwarte Hand, en de rechterhand van Valmont. Toen de Zwarte Hand aan het einde van seizoen 1 Shendu wist te bevrijden van Valmont, moest hij Shendu aanvallen omdat hij zijn belofte niet na hield. Tohru verloor van Shendu. later gaat hij Jackie helpen. Hij werd de chi-leerling van Oom Chan, die hem opleidt tot toekomstig chi tovenaar. In het vierde seizoen blijkt Tohru een afstammeling te zijn van de Samurai.

### Section 13 & J-Team
Section 13 is een geheime overheidsorganisatie met het hoofdkwartier in San Francisco. Jackie werkt eveneens voor deze organisatie.
Het J-Team is een team samengesteld door Jade uit een aantal personen die Jackie en Jade hebben geholpen in het verleden. Samen lossen ze de lastigere problemen op.
Captain Augustus BlackCaptain Black is het hoofd van Section 13 en een oude vriend van Jackie. Hoewel hij aanvankelijk niet gelooft in magie moet hij zijn mening snel bijstellen als hij Shendu ziet. Hij was het die Jackie bij section 13 betrok.
El Toro FuerteEl Toro Fuerte is een Mexicaanse gemaskerde worstelaar die erom bekendstaat dat hij zijn masker nooit afzet. Ironisch genoeg verliest hij zijn masker in vrijwel elke aflevering waarin hij centraal staat. Oorspronkelijk was El Toro de eigenaar van de os talisman.
PacoPaco is de grootste fan van El Toro. Hoewel zijn geloof in zijn idool vaak op de proef is gesteld, blijft hij loyaal aan El Toro. Hij en Jade hebben dan ook vaak ruzie over wie nu beter is, maar hij lijkt soms ook een oogje op Jade te hebben: Jackie of El Toro. Hij noemt Jade vaak "Yade." Paco hoort eigenlijk niet echt bij het J-Team maar Tohru, hij gaat gewoon altijd mee met El Toro.
ViperViper is een voormalige dief die in seizoen 1 de slangtalisman stal. Haar verleden maakt dat Jackie haar vaak niet vertrouwt, maar haar vaardigheden zijn onmisbaar voor het team. Ze heeft een oogje op Jackie, en is een soort grote zus voor Jade.

### Dieren
Super MooseSuper Moose is in de serie een beroemde eland stripfiguur/superheld, en Jades favoriet. Jade gebruikt in de serie meerdere malen de rat talisman om haar Super Moose pop tot leven te brengen om Jackie te helpen.
Banjer (Scruffy in het Engels)Een straathond die in seizoen 3 de krachten van de hond talisman kreeg toen Jackie de talismannen vernietigde. Jade vond hem nog voordat iemand wist dat hij de talisman krachten had. Scruffy speelde een grote rol in de rest van seizoen 3. Aan het eind van dit seizoen, nadat alle dieren hun krachten verloren door Shendu, werd hij Jades huisdier.

### Antagonisten
De Zwarte handeen criminele organisatie.
ValmontValmont is de leider van de Zwarte Hand. Hij draagt altijd een groen pak en heeft verschillende hulpmiddelen tot zijn beschikking, zoals een speciaal aangepaste wandelstok. In seizoen 1 zoekt hij samen met zijn team naar de magische talismannen voor Shendu. In seizoen twee wordt hij door Shendus geest bezeten. Na seizoen 3 gaat het bergafwaarts met hem. Zo verliest hij zijn handlangers, en moet hij voortaan alleen werken. In de rest van de serie heeft hij daarom een kleinere rol.
FinnEen Ierse crimineel en een jaren 70 fanaat. Van de Zwarte Hand leden is hij het meest intelligent. Hij wordt in seizoen drie veranderd in een van Daolon Wongs krijgers. In seizoen 5 wordt hij in een aflevering een van Drago's krijgers.
RatsoDe sterke maar niet bijster slimme crimineel van de Zwarte Hand. Hij wordt in seizoen drie veranderd in een van Daolon Wongs krijgers. In seizoen 5 wordt hij in een aflevering een van Drago's krijgers.
ChowEen Chinese crimineel en het kortste lid van de groep. Hij staat vooral bekend om zijn oranje zonnebril. Hij is de wapenexpert van de Zwarte Hand. Verder heeft hij hoogtevrees. Hij wordt in seizoen drie veranderd in een van Daolon Wongs krijgers. In seizoen 5 wordt hij in een aflevering een van Drago's krijgers.
Hak FooHak Foo is het sterkste lid van de Zwarte Hand, en een rivaal van Jackie. Hij heeft de gewoonte om al zijn aanvallen en vechtbewegingen ter plekke een naam te geven, zoals "Angry Crow Takes Flight". Hij was de eerste die Jackie in een eerlijk één op één gevecht wist te verslaan. In seizoen twee verving hij Tohru bij de Zwarte Hand. Hij wordt in seizoen drie veranderd in een van Daolon Wongs krijgers. In het laatste seizoen helpt hij Jackie en de Zwarte Hand in het gevecht met Drago.
De Demonen tovenaars : Acht demonen die eeuwen geleden het oude China terroriseerden, totdat ze door de Acht Onsterfelijken werden verslagen en opgesloten in de onderwereld.
Shendueen draakdemon en de bekendste van de demonentovenaars. Hij is de demon van het vuur. Hij was eeuwen geleden veranderd in een stenen beeld dat alleen met de twaalf talismannen weer tot leven kan worden gebracht. Dit gebeurt aan het einde van seizoen 1, maar Jackie weet hem te verslaan waarna Jade zijn lichaam vernietigd met de draaktalisman. In seizoen twee is Shendu een geest die bezit neem van Valmonts lichaam om zo zijn mededemonen te bevrijden uit de onderwereld. In seizoen 3 wordt hij weer tot leven gebracht door Daolon Wong, maar door Oom weer in steen veranderd. Hij heeft tevens een zoon, Drago. Het symbool van de god die ooit Shendu versloeg was het zwaard. Zijn trigram Symbool: ☲
Tchang Zude demon van de donder. Symbool van de god die ooit Tchang Zu versloeg waren castagnetten. Trigram Symbol: ☳
Po Kongde demon van de Bergen. Symbool van de god die ooit Po Kong versloeg was een trom. Trigram Symbol: ☶
Xiao Fungde demon van de wind. Symbool van de god die ooit Xiao Fung versloeg was een waaier. Trigram Symbol: ☴
Hsi Wude demon van de lucht. Symbool van de god die ooit Hsi Wu versloeg was een fluit. Trigram Symbol: ☰
Tso Lande demon van de maan. Symbool van de god die ooit Tso Lan versloeg was een lotusbloem. Trigram Symbol: ☵
Dai Guide demon van de Aarde. Symbool van de god die ooit Dai Gui versloeg was een bloem. Trigram Symbol: ☷
Bai Tzade demon van het water. Symbool van de god die ooit Bai Tza versloeg was een kalebas. Trigram Symbol: ☱
Oni en Shadowkhan : de antagonisten uit seizoen 4. De Oni zijn een groep van Japanse demonen die gevangen zijn in magische maskers. Een ieder die zo'n masker opzet, wordt overgenomen door de Oni die erin zit. Het masker kan na opzetten alleen worden verwijderd met een speciaal toverdrankje waaraan voor elk masker een ander hoofdbestanddeel moet worden toegevoegd. Hun soldaten zijn de Shadowkhan; schaduwwezens die verschillende gedaantes kunnen aannemen.
Tarakudode koning van de Shadowkhan en heerser van de Oni. Hij is gemodelleerd naar een tijger. Hij duikt op wanneer Daolon Wong hem per ongeluk oproept. Hij verschijnt het grootste deel van seizoen 4 als een zwevend hoofd. Aan het eind van seizoen 4 verschijnt hij even in zijn volledige gedaante, maar wordt weer opgesloten in zijn masker.
Ninja Khande shadowkhan opgeroepen door het Rode Oni-masker. Deze shadowkhan lijken op menselijke ninja's. Ze werden in seizoen 1 en 2 ook opgeroepen door Shendu, en in seizoen 3 door Dalon Wong. Dit omdat beide het masker van deze Shadowkahn in hun bezit hadden. Het masker wordt tijdelijk gedragen door Chow. Het hoofdbestanddeel was Japans staal.
Razor KhanShadowkhan met lange scherpe vingers, gelijk aan messen. Ze worden opgeroepen door het paarse masker, gedragen door Ratso. Ze zijn sneller dan andere Shadowkhan. Het hoofdbestanddeel was Japans zijde.
Bat Khanvleermuisachtige Shadowkhan. Tevens de enige Shadowkhan die kunnen vliegen. Ze worden opgeroepen door het gele Oni-masker, in de serie gedragen door Jades hond Scruffy. Het hoofdbestanddeel was Japanse rijst.
Sumo KhanDe meest gespierde van het Shadowkhan. Ze zijn bijna net zo sterk als een mens die de Os-talisman gebruikt. Ze worden opgeroepen door het Groene Oni-masker. Het masker werd gedragen door captain Black Het hoofdbestanddeel was Japans zeewier .
Samurai KhanShadowkhan die eruitzien alsof ze zijn gekleed in samoeraiharnassen. Ze vechten met katana's en kunnen meer schade incasseren dan andere shadowkhan. Ze worden opgeroepen door het blauwe Oni-masker. Dit masker werd gedragen door Finn.
Pijlinktvis KhanShadowkhan die lijken op inktvissen. Ze beschikken over meerdere wapens. Ze worden opgeroepen door het oranje oni masker. Dit masker werd gedragen door Paco. Het hoofdbestanddeel was Japanse octopus tentakel.
Krab KhanShadowkhan die lijken op schorpioenen of krabben. Ze worden opgeroepen door het zwarte Oni-masker. Dit masker werd per ongeluk opgesplitst en daarna gedragen door ene helft valmont en andere helft door Jade. Het hoofdbestanddeel was Japanse apentraan.
Mini KhanShadowkhan die lijken op kleine haaien. Als ze worden opgeroepen zijn ze vrij klein, maar door andere schaduwen te absorberen kunnen ze uitgroeien tot groter formaat. Ze worden opgeroepen door een groen Oni-masker met een hoorn in het midden van zijn hoofd. Dit masker werd gedragen door Hak Foo. Het hoofdbestanddeel was vis.
Mantis KhanShadowkhan die lijken op bidsprinkhanen. Ze hebben vier benen. Ze worden opgeroepen door een rood Oni-masker. Dit masker werd gevonden voor dat het gedragen kon worden door iemand.
Overig
Daolon Wongeen kwaadaardige Chi-tovenaar. Hij maakt zijn debuut in seizoen 2, en is de primaire antagonist van seizoen 3. Daolon Wong is de rivaal van Oom. Aan het eind van seizoen 3 verliest hij zijn krachten wanneer Oom zijn staf vernietigt.
Dark Chi Warriorsde krijgers van Daolon Wong. Deze wezens worden door hem opgeroepen uit het niets, en als ze verslagen worden verdwijnen ze in een rookwolk totdat Daolon Wong ze weer oproept. In seizoen 2 gebruikt Dalon Wong drie naamloze krijgers als handlangers. Deze worden in seizoen 3 door Oom gevangen in een urn, waarna Dalon Wong Finn, Ratso, Chow en later ook Hak Foo in zijn nieuwe Dark Warriors veranderd.
DragoDe zoon van Shendu die vanuit de toekomst naar het heden kwam om hem te bevrijden. Hij werd opgesloten in Section 13. In seizoen 5 ontsnapt hij echter en gaat op zoek naar de zeven voorwerpen die de krachten van de demonentovenaars bevatten. Hij wordt uiteindelijk opgesloten in dezelfde dimensie als de andere demonentovenaars.
De Monkey KingDe monkey King (apenkoning) is een antagonist die in de serie tweemaal meedoet. Hij zat oorspronkelijk gevangen in een popvorm, maar werd door Jackie in seizoen 2 vrijgelaten. De Monkey King beschikt ook over magische krachten, maar gebruikt deze vooral voor (lugubere) grappen. Uiteindelijk wisten Jackie en co hem weer in een pop te veranderen. Zijn tweede verschijning was in seizoen 3 waar hij probeerde de krachten van de apentalisman te stelen. Hiermee verstoorde hij de plannen van Daolon Wong, die hem terug veranderde in een pop.

### Bijpersonen
DrewJades rivaal op haar school. Hij maakt continu grappen over Jades verhalen over haar avonturen met Jackie.
Mama TohruTohrus moeder die geregeld opduikt in de serie. Ze houdt zielsveel van haar zoon, maar mag Oom totaal niet.

## Magie en het bovennatuurlijke
Bijna elke aflevering van de serie draait om het bovennatuurlijke.

### Magische wezens
Een aantal magische wezens die voorkomen in de serie zijn:
- Demonen, en dan met name de Demonentovenaars.
- Draken
- Shadowkhan – krijgers die in schaduwen kunnen veranderen.
- Monkey King

### Talismannen
Deze twaalf talismannen symboliseren de twaalf dieren van de Chinese zodiak. Elke talisman heeft zijn eigen unieke kracht.
- Rat: De kracht van reanimatie. Deze talisman kan levenloze voorwerpen tot leven brengen. Indien het voorwerp in kwestie gebaseerd is op een bestaand persoon of dier (zoals een standbeeld of actiefiguurtje) zal deze zich ook gaan gedragen zoals die persoon.
- Os: Superkracht. Maakt de bezitter ervan bovennatuurlijk sterk.
- Tijger: Kracht van balans. Kan iemand opsplitsen in diens goede en slechte kant (Yin en Yang).
- Konijn: kracht van supersnelheid. Kan de bezitter enorm snel laten rennen en zelfs door de tijd laten reizen.
- Draak: kracht van “ontbranding”. Stelt de bezitter in staat vuurballen te schieten.
- Slang- kracht van onzichtbaarheid. Stelt de bezitter in staat onzichtbaar te worden. Kan ook levenloze dingen onzichtbaar maken.
- Paard: kracht van genezing. Wie deze talisman bezit geneest razendsnel van elke verwonding of ziekte. Kan ook levenloze voorwerpen repareren.
- Schaap: astrale projectie. Stelt de bezitter in staat zijn lichaam te verlaten en als geest rond te reizen en diegene kan ook in iemands droom komen.
- Aap: gedaanteverandering. Kan ieder persoon/dier of voorwerp doen veranderen in een dier naar keuze.
- Haan: levitatie. Kan de bezitter doen vliegen/zweven en andere voorwerpen laten zweven.
- Hond: onsterfelijkheid. Wie deze talisman bezit wordt niet ouder en kan niets overkomen.
- Varken: oogstralen. Wie deze talisman bezit kan laster/hitte stralen afvuren uit zijn ogen.

### Chi magie
In de fictieve wereld waar de serie zich afspeelt is veel van de magie gebaseerd op Chi. Chi magie maakt gebruik van drankjes, magische voorwerpen en spreuken. Elke chitovenaar gebruikt in principe dezelfde spreuken, maar kan hier verschillende effecten mee bereiken. De bekendste spreuk is Yu Mo Gui Gwai Fai Di Zao, die vaak door Oom wordt gebruikt voor verschillende doeleinden. Vertaald betekent de spreuk zoiets als "geesten, demonen, spoken en monsters, verdwijn nu" (妖魔鬼怪快哋走).

### Pan Ku box
Werd gemaakt door de onsterfelijke die de demonen versloegen. Met de pan ku box kan men de demonen porten vinden en openen. Om de locatie van de poorten te vinden moet men eerst de goede volgorde draaien en dan zal er een kaart verschijnen. De pan ku box speelt in seizoen 2 een belangrijke rol. In de laatste aflevering waar de pan ku box wordt gebruikt, wordt de poort van Shendu geopend maar er wordt niet getoond wat er daarna mee gebeurd.

## Verwijzingen naar Jackie Chans filmcarrière
De serie bevat veel verwijzingen naar de films waar de echte Jackie Chan in mee heeft gespeeld:
- De kleren die de animatieversie van Jackie het meest draagt zijn identiek aan de kleren van Jackie Chan uit de film Armour of God.
- Een van de afleveringen van seizoen 2 had als titel "Armour of the Gods", eveneens een verwijzing naar bovengenoemde film.
- In de eerste aflevering bevecht Jackie de Zwarte Hand in een speelplaats. Dit is gelijk aan de speelplaatsgevechtsscène uit de Jackie Chan film Police Story 2.
- In de aflevering Tough Break is een waterskiscène verwerkt die vrijwel gelijk is aan de waterskiscène uit Rumble in the Bronx.
- De afleveringstitel Project A, For Astral is een referentie naar de film Project A.
- De aflevering Showdown in the Old West in seizoen 2 toont Jackies voorouder uit het Wilde Westen. Deze ziet er net zo uit als Jackie Chan in de film Shanghai Noon.
- In een aflevering in seizoen 3 wordt Jackie gebeten door een slang. Het gif brengt hem in een dronken toestand die hij in zijn voordeel gebruikt. Dit is een verwijzing naar de film Drunken Master.

## Originele cast
- Jackie Chan – zichzelf
- Stacie Chan – Jade
- Sab Shimono – Oom
- Noah Nelson – Tohru
- Julian Sands/Adrew Ableson/Greg Ellis – Valmont
- Clancy Brown – Captain Black
- Michuel Sandoval – El Toro Fuerte
- James Hong – Daolon Wong

## Nederlandse cast
- Levi van Kempen – Jackie Chan
- Hans Hoekman – Tohru
- Louis van Beek – Valmont